# Chancy
Chancy je obec na jihozápadě Švýcarska, v kantonu Ženeva. Žije zde přibližně 1 700 obyvatel.
Na území obce se nachází nejzápadnější bod Švýcarska.

## Geografie
Chancy se nachází východně od toku řeky Rhôny, na jejím soutoku s řekou Laire, asi 15 km jihozápadně od centra Ženevy, v jihozápadním cípu kantonu Ženeva na hranici s Francií. K obci patří vesnice Chancy a Passeiry a osada Le Cannelet. Chancy se nachází v regionu Champagne na samém západě Švýcarska; v obci Chancy se nachází nejzápadnější švýcarský hraniční kámen.
Chancy sousedí s obcemi Avully a Avusy ve Švýcarsku a Challex, Pougny, Valleiry, Viry a Vulbens ve Francii.

## Historie

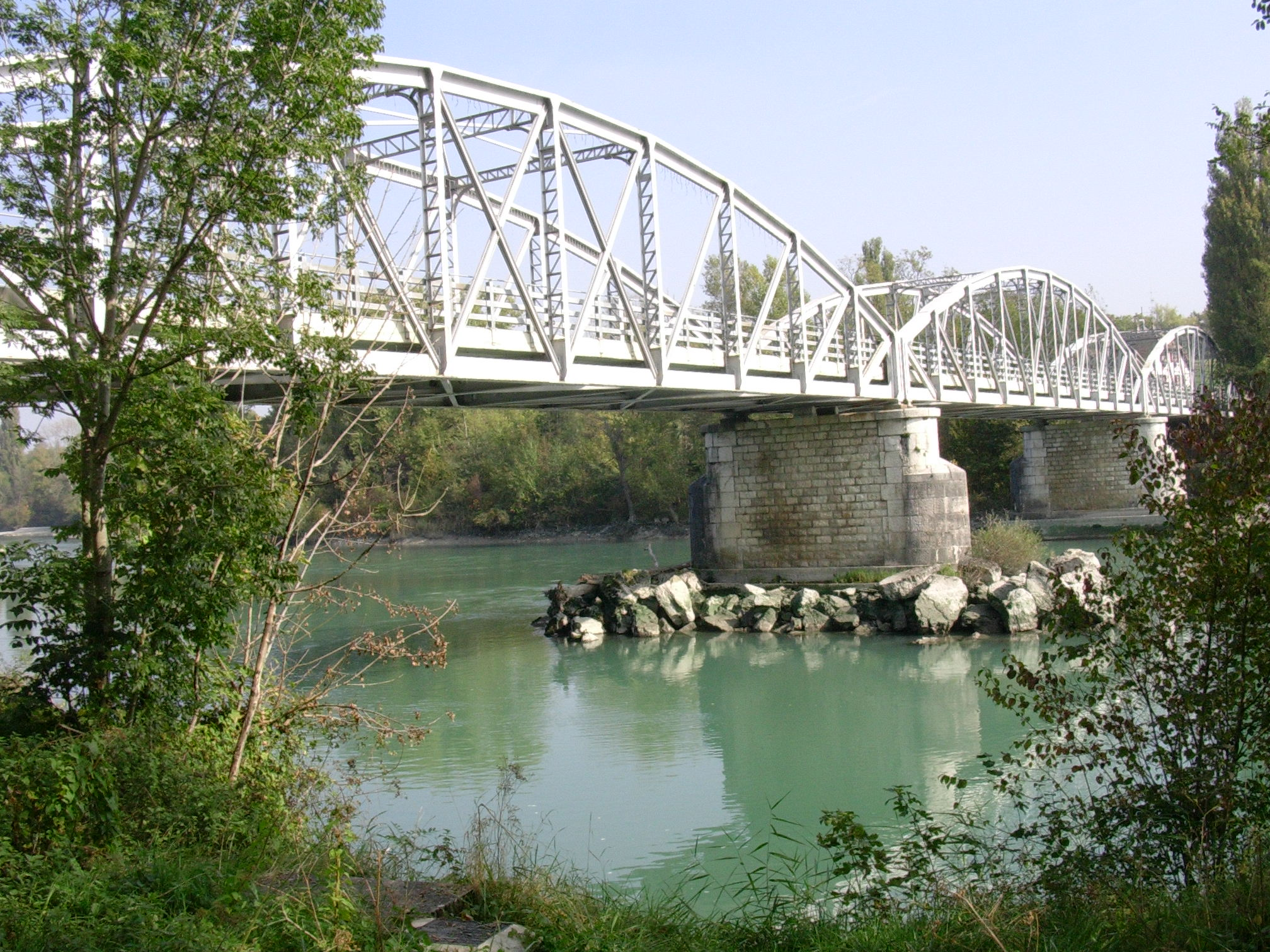
Most přes Rhônu v Chancy

V Chancy a okolí byly nalezeny četné stopy z doby římské, včetně pozůstatků cihelny s pecí a zříceniny castra v lokalitě Montagny. Obec je poprvé zmiňována roku 1240 jako Chancie.
Ženevská hrabata držela seigniální práva až do roku 1260. V této době postoupil ženevský hrabě Amadeus II. svá práva ve vesnicích Champagne, včetně Chancy, převorství Saint-Victor. Pro sebe si nárokoval pouze vrchnostenskou jurisdikci. Po odtržení ženevské obce v roce 1536 a zrušení církevních vrchností uznávali představení farností svá vlastní práva. Po zrušení církevních vrchností v roce 1536 uznali představení farností Chancy a Avully, že již nepodléhají převorství Saint-Victor, ale městu Ženeva. Obec sdílela osudy bývalého panství Saint-Victor až do roku 1749. V roce 1536 přijala obec reformaci; byla založena farnost, která zahrnovala Chancy, Cartigny a Valleiry. Středověký kostel Saint-Genis ustoupil v roce 1905 radnici, kterou v roce 1945 nahradila nová radnice s farním sálem podle návrhu architekta Maurice Braillarda. Novoklasicistní reformovaný kostel byl postaven v letech 1840–42. Chancy bylo důležitým tranzitním místem na cestě ze Ženevy do Lyonu přes le Fort-l’Ecluse, neboť umožňovalo přístup na pravý břeh Rhôny. V roce 1424 nahradil přívoz most. Poté, co byl tento most v roce 1589 zbořen, byl přívoz obnoven až do roku 1858, kdy byl postaven druhý most. V roce 1874 byl na současném místě postaven nový most (renovovaný v letech 1906–07).

## Obyvatelstvo
| Rok            | 1850 | 1900 | 1950 | 1980 | 2000 | 2010 | 2012 | 2014 | 2015 | 2016 | 2017 |
| Počet obyvatel | 346  | 331  | 296  | 542  | 913  | 1150 | 1129 | 1519 | 1598 | 1647 | 1657 |

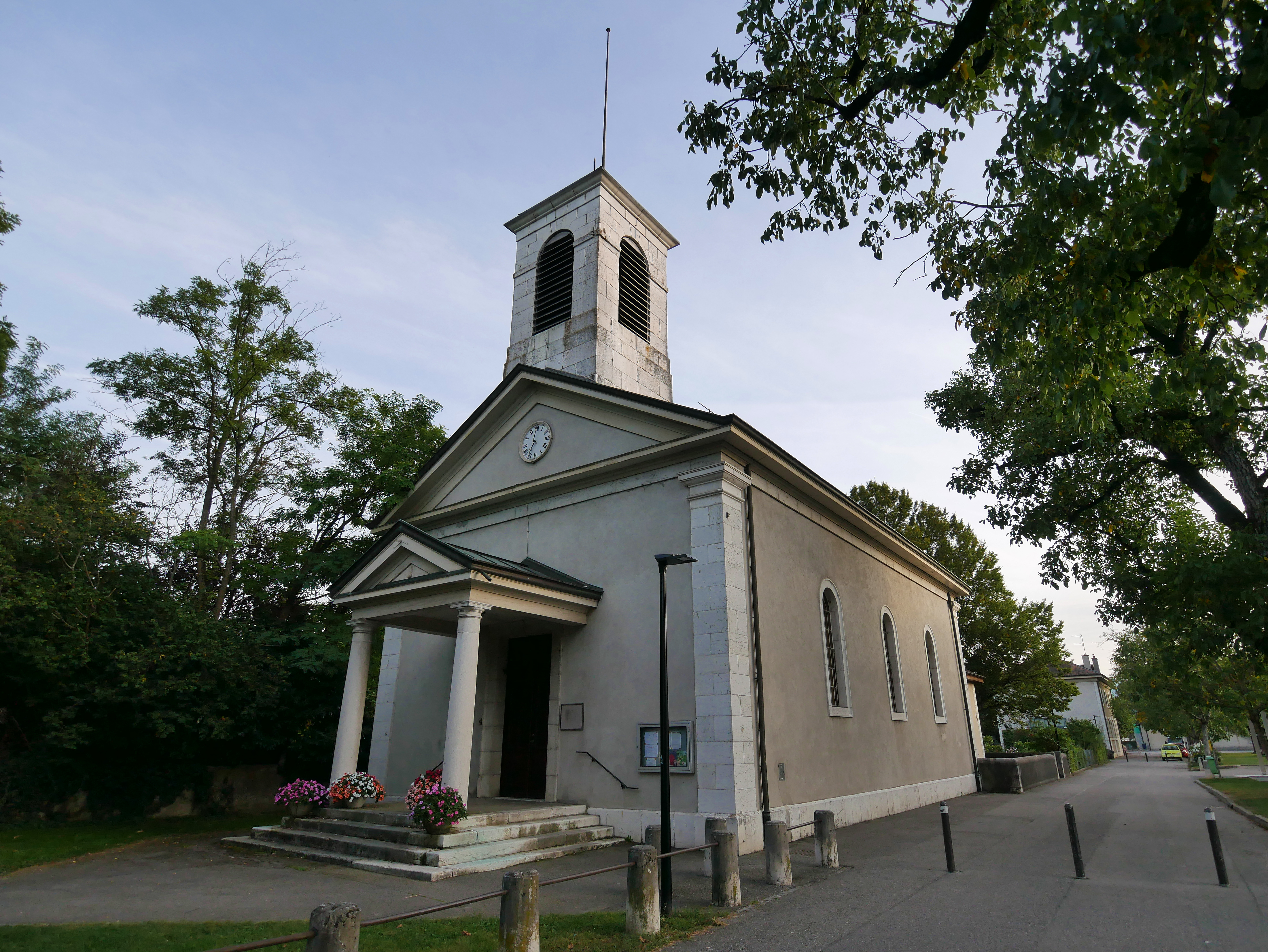
Kaple

Většina obyvatel (k roku 2000) hovoří francouzsky (785, tj. 86,0 %), druhá nejčastější je angličtina (48, tj. 5,3 %) a třetí němčina (30, tj. 3,3 %).

## Doprava
Chancy je napojeno na síť veřejné dopravy autobusovými linkami. Železnice územím obce neprochází, ale nejbližší železniční stanice Pougny-Chancy na trati Ženeva–Lyon se nachází za řekou Rhônou, ve francouzské obci Pougny.